# Агнес фон Катценелнбоген
Агнес фон Катценелнбоген (на немски: Agnes von Katzenelnbogen; † 1338) е графиня от Катценелнбоген.
Тя е третата дъщеря на граф Вилхелм I фон Катценелнбоген († 1331) и втората му съпруга Аделхайд фон Валдек († 1329), дъщеря на граф Ото I фон Валдек и София фон Хесен († 1331), дъщеря на ландграф Хайнрих I фон Хесен.
 Сестра е на Вилхелм II (1331 – 1385) и Еберхард V (1322 – 1403).
Агнес фон Катценелнбоген е сгодена за Филип VI фон Фалкенщайн (* ок. 1320; † 1370/1373), син на Куно II фон Фалкенщайн-Мюнценберг († 14 май 1333) и първата му съпруга графиня Анна фон Насау-Хадамар († 1329).
Агнес фон Катценелнбоген умира през 1338 г. преди да се омъжи. Филип VI фон Фалкенщайн се жени на 12 декември 1338 г. за нейната по-голяма сестра Анна († 1353), вдовица на Йохан II фон Изенбург-Лимбург († 1353).